# Еуа (округ)
21°20′33″ пд. ш. 174°57′8″ зх. д. / 21.34250° пд. ш. 174.95222° зх. д.
Еуа (тонг. 'Eua, англ. 'Eua) — один з п'яти округів Королівства Тонга, розташований в південній частині країни, на однойменному острові.

## Географія
Найпівденніший округ Королівства Тонга, повністю розташований на головному острові Еуа (87,44 км²), який лежить за 18 км на південний схід від найбільшого острова архіпелагу Тонга — Тонгатапу та невеличкому безлюдному острові Калау (0,142 км²), який розташований за 4 км на південний захід від головного.

## Населення
Зміна чисельності населення округу Еуа за переписом станом на листопад місяць, з 1976 по 2011 роки:
| Роки                        | 1976 | 1986  | 1996  | 2006  | 2011  |
| --------------------------- | ---- | ----- | ----- | ----- | ----- |
| Чисельність населення, осіб | 4486 | ▼4393 | ▲4934 | ▲5206 | ▼5016 |

Всього на острові 14 населених пункти, найбільші з них поселення: Охонуа, Пангаї, Туфуваї та Хоума.

## Адміністративний поділ
Округ Еуа повністю розташований на острові Еуа, який в свою чергу географічно є частиною острівної групи Тонгатапу. Адміністративний центр округу — містечко Охонуа (1270 осіб, 2012) знаходиться на північно-західному узбережжі острова.
Округ ділиться всього на два райони:
- район Еуа-Моту'а (Старий Еуа), займає північну частину острова, з населенням 2852 особи (2011), яке проживає в шістьох населених пунктах (селах): Охонуа (адмін. центр), Коломаїле, Пангаї, Туфуваї, Ха'ату'а, Хоума;
- район Еуа-Фо'оу (Новий Еуа), займає південну частину острова, з населенням 2164 особи (2011), яке проживає в дев'ятьох населених пунктах (селах): Ангаха, Есіа, Мата'ахо, Му'а, Петані, Сапа'ата, Тонгамам'о, Фата'улуа, Футу.